# FC Versailles 78
Football Club de Versailles 78 là một câu lạc bộ bóng đá bán chuyên nghiệp của Pháp có trụ sở tại xã Versailles, Île-de-France. Câu lạc bộ được thành lập vào năm 1989 là kết quả của sự hợp nhất giữa Racing Club Versailles và Compa Sports Versailles.
Sân vận động của đội bóng là Stade de Montbauron, có sức chứa 6,208 người.
Câu lạc bộ là một học viện chính thức của Liên đoàn bóng đá Pháp.

## Lịch sử
FC Versailles được thành lập vào năm 1989 là kết quả của sự hợp nhất giữa Racing Club Versailles và Versa Sports Sports Versailles. Câu lạc bộ mới đã chiếm vị trí của Racing Club Versailles trong Division 3 và được thi đấu ở khu vực phía Bắc. Mùa giải đầu tiên của FC Versailles không thành công khi họ kết thúc thứ 14, tích lũy được 24 điểm sau 30 trận đấu và bị loại khỏi giải đấu. Thi đấu ở giải hạng 4, họ đã giành được hai vị trí thứ tám liên tiếp trước khi kết thúc ở vị trí thứ sáu trong mùa giải 1992-93. Vào mùa hè năm 1993, Versailles là một trong những câu lạc bộ được chấp nhận vào National 3 mới thành lập. Họ kết thúc mùa giải với 40 điểm, kết thúc với vị trí á quân sau Le Mans Réserve.
Versailles đã vật lộn trong National 2 và bị xuống hạng sau một mùa giải sau khi kết thúc thứ 17 trong bảng. Đội trở lại National 3 và đạt được một vài vị trí giữa bảng trong hai mùa tiếp theo. Versailles đủ điều kiện tham gia Championnat de France amateur 2 bảng B trong mùa giải 1997-98 và kết thúc thứ 13 trong mùa khai mạc của họ. Năm sau, Versailles được chuyển đến bảng H và đội bóng đã hoàn thành thứ 15 trong số 16 đội trong giải đấu, do đó phải chịu sự xuống hạng đến Division d'Honneur Paris Île-de-France. Versailles vẫn ở cùng một bộ phận trong sáu mùa tiếp theo, đạt được vị trí thứ ba cao nhất trong mùa giải 2000-01. Trong mùa giải 2004-05, đội một lần nữa phải xuống hạng sau khi kết thúc cuối bảng với 46 điểm sau 26 trận. Versailles đã chơi ở DSR Paris Île-de-France kể từ mùa giải 200506. Trong mùa giải 2009-10, Versailles đã lọt vào Vòng thứ chín của Coupe de France trước khi thua AS Beauvais Oise. Versailles đã gây ra một cúc sốc khi đánh bại câu lạc bộ Ligue 2 Dijon FCO ở vòng thứ tám.
Sau mùa giải 2009/2010, FC Versailles 78 được thăng hạng lên "Division d'honneur".

## Đội
Tính đến tháng 2 năm 2010, FC Versailles có tổng cộng 750 cầu thủ đã đăng ký trong tổng số 26 đội bóng cấp cao và cấp cơ sở. Kể từ mùa giải 2009-10, đội đầu tiên chơi ở Division Supériore Régionale Paris Île-de-France Group A. Các đội cao cấp khác chơi ở các giải đấu địa phương quanh khu vực Paris. Câu lạc bộ nổi tiếng vì có các đội trẻ thành công, và nó đã được đặt tên là một trung tâm đào tạo chính thức của Liên đoàn bóng đá Pháp (FFF) kể từ năm 2007  Những cầu thủ trước đây từng chơi cho Versailles bao gồm Thierry Henry, HHR Ben Arfa, Jérôme Rothen và Aurelien Collin.

## sân vận động
Sân vận động chính của FC Versailles là Stade de Montbauron ở Versailles. Sân vận động có sức chứa 6,208 khán giả. Đây là nơi điển hình của nhiều sân vận động châu Âu lục địa với mái nhà hạn chế và một đường chạy điền kinh xung quanh chu vi của sân. Ở hai bên của mặt sân có khán đài với chỗ ngồi trong khi phần còn lại của sân vận động có sân thượng cho khán giả đứng.  Ngoài ra còn có một sân phụ  với bề mặt nhân tạo được sử dụng chủ yếu cho các trận đấu dự bị và học viện bóng đá.

## Danh hiệu
- Division 4 (1): 
  - Chung kết: 1986.
  - Vô địch nhóm F: 1986.
- National 3 (0) 
  - Á quân của bảng B: 1994.
- Coupe de Pháp (0) 
  - Kết thúc tốt nhất: 1/16, 1948.
- Division d'Honneur (2) 
  - Vô địch: 1985, 2017
- Division Supérieure Régionale (1) 
  - Vô địch bảng A: 2010.
- Division d'Honneur Régionale (0): 
  - Á quân của bảng A: 2009.